# Вакаталесау, Осеа
О́сеа Вакаталеса́у (англ. Osea Vakatalesau; 15 января 1986, Сува) — фиджийский футболист, нападающий клуба «Лаутока» и сборной Фиджи.

## Карьера

### Клубная
Профессиональную карьеру начал в 2004 году в сувийской команде «Лаутока». В составе этой команды уже в 2005 году получил вызов в сборную Фиджи. В 2006 году перешёл в «Мба». На правах аренды успел поиграть в новозеландском клубе «Янгхарт Манавату». Превосходно играет как ногами, так и головой.
В 2010 году перешёл в клуб «Хекари Юнайтед» из Папуа — Новой Гвинеи, а с 2011 года вновь выступает за «Мба».
Участник клубного чемпионата мира 2010 года. 8 декабря Вакаталесау, вместе с «Хекари Юнайтед», сыграл свой единственный матч в турнире, уступив клубу «Аль-Вахда» из ОАЭ со счётом 0:3.

### В сборной
Регулярно выступает за сборную с 2005 года. Прозвище Оззи получил за то, что с 10-ю голами стал лучшим бомбардиром Тихоокеанских футбольных игр 2007 года. Стал лучшим бомбардиром в отборочном цикле чемпионата мира 2010 года в зоне Океания, забив 12 мячей (и одним из двух лучших бомбардиров всего отборочного турнира ЧМ-2010 вместе с Мумуни Дагано из сборной Буркина-Фасо). При этом 6 из этих 12 мячей были забиты в одной игре 25 августа 2007 года, когда сборная Фиджи разгромила Тувалу со счётом 16:0. Всего за сборную сыграл 15 матчей и забил 12 голов.

## Достижения
«Лаутока»
- Победитель междуокружного чемпионата Фиджи: 2005

 «Мба»
- Победитель национальной футбольной лиги Фиджи: 2006
- Победитель междуокружного чемпионата Фиджи: 2007
- Обладатель Кубка Фиджи: 2007

### Личные
- Лучший бомбардир Тихоокеанских игр 2007
- Один из двух лучших бомбардиров всего отборочного турнира ЧМ-2010